# AFC Cup 2022
De  AFC Cup 2022 is de  negentiende editie van de  AFC Cup, een jaarlijks voetbaltoernooi voor clubs uit Azië. Het toernooi wordt georganiseerd door de Asian Football Confederation.

## Schema
De opzet van de competitie was als volgt (C: Centraal-Aziatische zone; S: Zuid-Aziatische zone; E: Oost-Aziatische zone; W: West-Aziatische zone; A: ASEAN zone).
| Fase             | Ronde                            | Loting          | wedstrijd                                                            |
| ---------------- | -------------------------------- | --------------- | -------------------------------------------------------------------- |
| Kwalificatiefase | Voorronde                        | Geen loting     | 5 april 2022, 12 april 2022 (S)                                      |
| Play-off fase    | Play-off ronde                   | Geen loting     | 19 april 2022 (S, E)                                                 |
| Groepsfase       | Speeldag 1                       | 17 january 2022 | 18 mei 2022 (W, S), 24 june 2022 (C, A, E)                           |
| Groepsfase       | Speeldag 2                       | 17 january 2022 | 21 mei 2022 (W, S), 27 june 2022 (C, A, E)                           |
| Groepsfase       | Speeldag 3                       | 17 january 2022 | 24 mei 2022 (W, S), 30 june 2022 (C, A, E)                           |
| Knock-out fase   | Regionale halve finales          | 17 january 2022 | 9–10 augustus 2018 (A), 5–6 september 2018 (W)                       |
| Knock-out fase   | Regionale finales                | 14 june 2022    | 16–17 augustus 2022 (C), 23–24 augustus 2022 (A), 4 october 2022 (W) |
| Knock-out fase   | Halve finale Inter-zone play-off | 14 june 2022    | 6–7 september 2022                                                   |
| Knock-out fase   | Finale Inter-zone play-off       | 14 june 2022    | 5 oktober 2022                                                       |
| Knock-out fase   | Finale                           | 14 june 2022    | 22 oktober 2022                                                      |

## Knock-outfase

### Halve finales interlokale zone
De winnaars plaatse zich voor de finale van de interlokale zone.
|                               |                    |     |         | |
| 6 september 2022 18:00 (UTC+5 | So'g'dijona Jizzax | 1–0 | Eastern | Sogdiyona Sport Majmuasi, Jizzax Toeschouwers: 7.150 Scheidsrechter: Ahmed Al Alili ( Verenigde Arabische Emiraten) |
| 6 september 2022 18:00 (UTC+5 | Norkhonov 85'      |     |         | Sogdiyona Sport Majmuasi, Jizzax Toeschouwers: 7.150 Scheidsrechter: Ahmed Al Alili ( Verenigde Arabische Emiraten) |

|                                 |                 |     |                                      | |
| 7 september 2022 19:00 UTC+5:30 | ATK Mohun Bagan | 1–3 | Kuala Lumpur City                    | Vivekananda Yuba Bharati Krirangan, Kolkata Toeschouwers: 18.594 Scheidsrechter: Khalid Al-Turais () |
| 7 september 2022 19:00 UTC+5:30 | Molla 90'       |     | Josué 60' Fakrul 90+2' Morales 90+5' | Vivekananda Yuba Bharati Krirangan, Kolkata Toeschouwers: 18.594 Scheidsrechter: Khalid Al-Turais () |

### Finale interlokale zone
De winnaar van deze wedstrijd plaatste zich voor de finale.
|                              |                                              |     |                                                |                                                                                        |
| 5 oktober 2022 18:00 (UTC+5) | So'g'dijona Jizzax                           | 0–0 | Kuala Lumpur City                              | Sogdiyona Sport Majmuasi, Jizzax Toeschouwers: 6.157 Scheidsrechter: Ali Sabah ( Irak) |
| 5 oktober 2022 18:00 (UTC+5) |                                              |     |                                                | Sogdiyona Sport Majmuasi, Jizzax Toeschouwers: 6.157 Scheidsrechter: Ali Sabah ( Irak) |
| 5 oktober 2022 18:00 (UTC+5) | Strafschoppen                                |     |                                                | Sogdiyona Sport Majmuasi, Jizzax Toeschouwers: 6.157 Scheidsrechter: Ali Sabah ( Irak) |
| 5 oktober 2022 18:00 (UTC+5) | *Kakhramonov - Jurabekov - Čermelj - Gafurov | 3–5 | * Josué - Morales - Hadin - Akram - Gallifuoco | Sogdiyona Sport Majmuasi, Jizzax Toeschouwers: 6.157 Scheidsrechter: Ali Sabah ( Irak) |

## Finale
|                               |                   |                                                 |         | |
| 22 oktober 2022 19:00 (UTC+8) | Kuala Lumpur City | 0–3                                             | Al-Seeb | Bukit Jalil National Stadium, Kuala Lumpur Toeschouwers: 27.722 Scheidsrechter: Shaun Evans ( Australië) |
| 22 oktober 2022 19:00 (UTC+8) |                   | Al-Busaidi 22' Al-Muqbali 37' - Al-Ghassani 69' |         | Bukit Jalil National Stadium, Kuala Lumpur Toeschouwers: 27.722 Scheidsrechter: Shaun Evans ( Australië) |